# توني مولر
توني مولر هو لاعب كرلنغ سويسري، ولد في 10 مايو 1984.

## وصلات خارجية
- توني مولر على موقع الاتحاد الدولي للكرلنغ (الإنجليزية)
- توني مولر على موقع اللجنة الأولمبية الدولية (الإنجليزية)
- توني مولر على موقع أوليمبيديا (الإنجليزية)